# Huis van Hilde

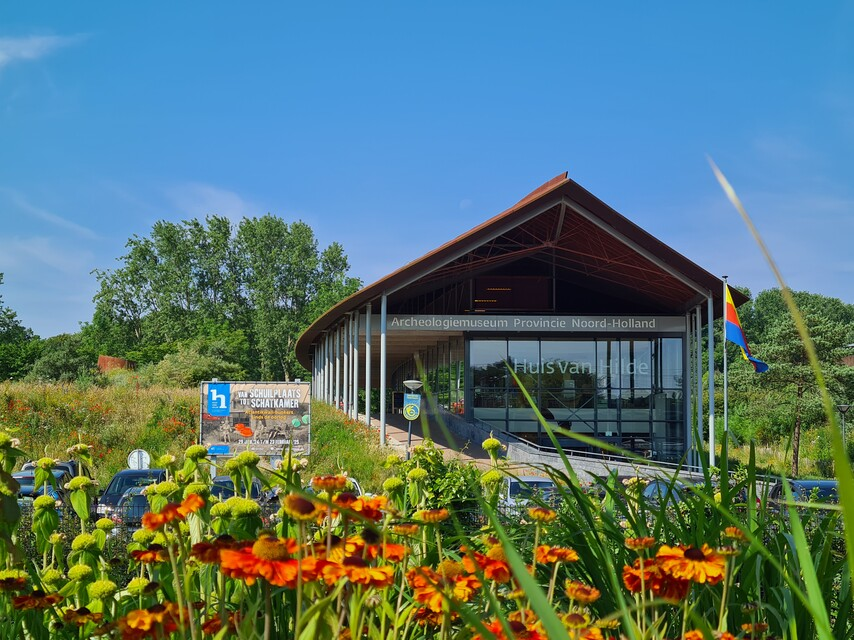
Huis van Hilde

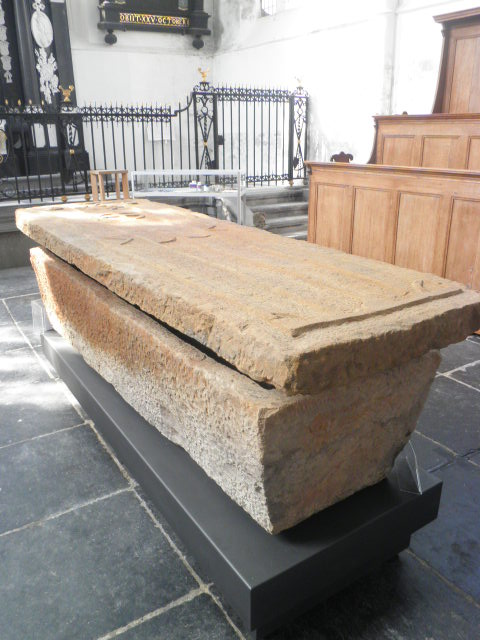
De in Etersheim gevonden sarcofaag, die in Huis van Hilde opgesteld staat, hier nog in de Grote Kerk van Oosthuizen

Huis van Hilde is het archeologiemuseum van de provincie Noord-Holland. Het museum werd begin 2015 geopend in Castricum. Bezoekers leren in het museum over de geschiedenis van de provincie Noord-Holland aan de hand van archeologische vondsten. In Huis van Hilde zijn ongeveer duizend archeologische vondsten en zestien levensechte reconstructies van mensfiguren te zien.
Huis van Hilde bestaat uit twee onderdelen: het archeologisch depot van de provincie Noord-Holland en het publiekelijk toegankelijke archeologiemuseum. Beide onderdelen worden beheerd door de provincie Noord-Holland.

## Geschiedenis
Conserveren en beheren van archeologische vondsten is in Nederland een taak van de provincies. Noord-Holland beschikte eerder over een depot in de rijstpellerij Mercurius in Wormer, maar dat voldeed niet aan de eisen van de Monumentenwet. Zo was het niet groot genoeg en de faciliteiten voor klimatologisch verantwoorde opslag ontbraken. In 2011 werd besloten een nieuw Archeologie Informatie Centrum te bouwen in Castricum. In september 2013 werd met de bouw begonnen. Iets meer dan een jaar daarna werden de eerste pronkstukken naar het nieuwe centrum overgebracht: twee sarcofagen uit de twaalfde eeuw die in Etersheim en Hem werden gevonden. In 2015 opende het archeologiemuseum.

## Permanente tentoonstelling
In de permanente tentoonstelling maken bezoekers kennis met de archeologie van Noord-Holland aan de hand van archeologische vondsten. Deze variëren van potten van aardewerk, metaalvondsten en menselijke skeletten tot boomstamkano’s en sarcofagen. De tentoonstelling laat ook levensechte mensfiguren zien ter illustratie van de vroegere bewoners van Noord-Holland. Zo is onder andere Cees de Steentijdman en Hilde te zien. De meeste mensfiguren zijn gemaakt op basis van echte skeletten. Door onderzoek en reconstructie kregen zij hun gezicht terug. In Huis van Hilde worden ze getoond met passende kleding, sieraden en (soms) wapens.
Naast de permanente tentoonstelling zijn er regelmatig tijdelijke tentoonstellingen te zien.

## Archeologisch depot
Onderdeel van Huis van Hilde is het archeologisch depot Noord-Holland. De totale archeologische collectie in Huis van Hilde telt enkele miljoenen vondsten, afkomstig uit de bodem van de provincie Noord-Holland. Uit alle periodes van de Noord-Hollandse geschiedenis is materiaal aanwezig: van hamerbijlen uit de Nieuwe Steentijd tot soldatenhelmen uit de Tweede Wereldoorlog.  Regelmatig komen nieuwe vondsten van recent archeologisch onderzoek binnen.
Een klein deel van de collectie is te zien in het museum, de rest wordt bewaard in het depot in geklimatiseerde depotruimtes met een totaal oppervlak van 1560 vierkante meter. Om de temperatuur zo constant mogelijk te houden is het dak van de depotruimtes bedekt met een laag grond met beplanting.

Het grootste deel van de collectie van het archeologisch depot is online te bekijken.

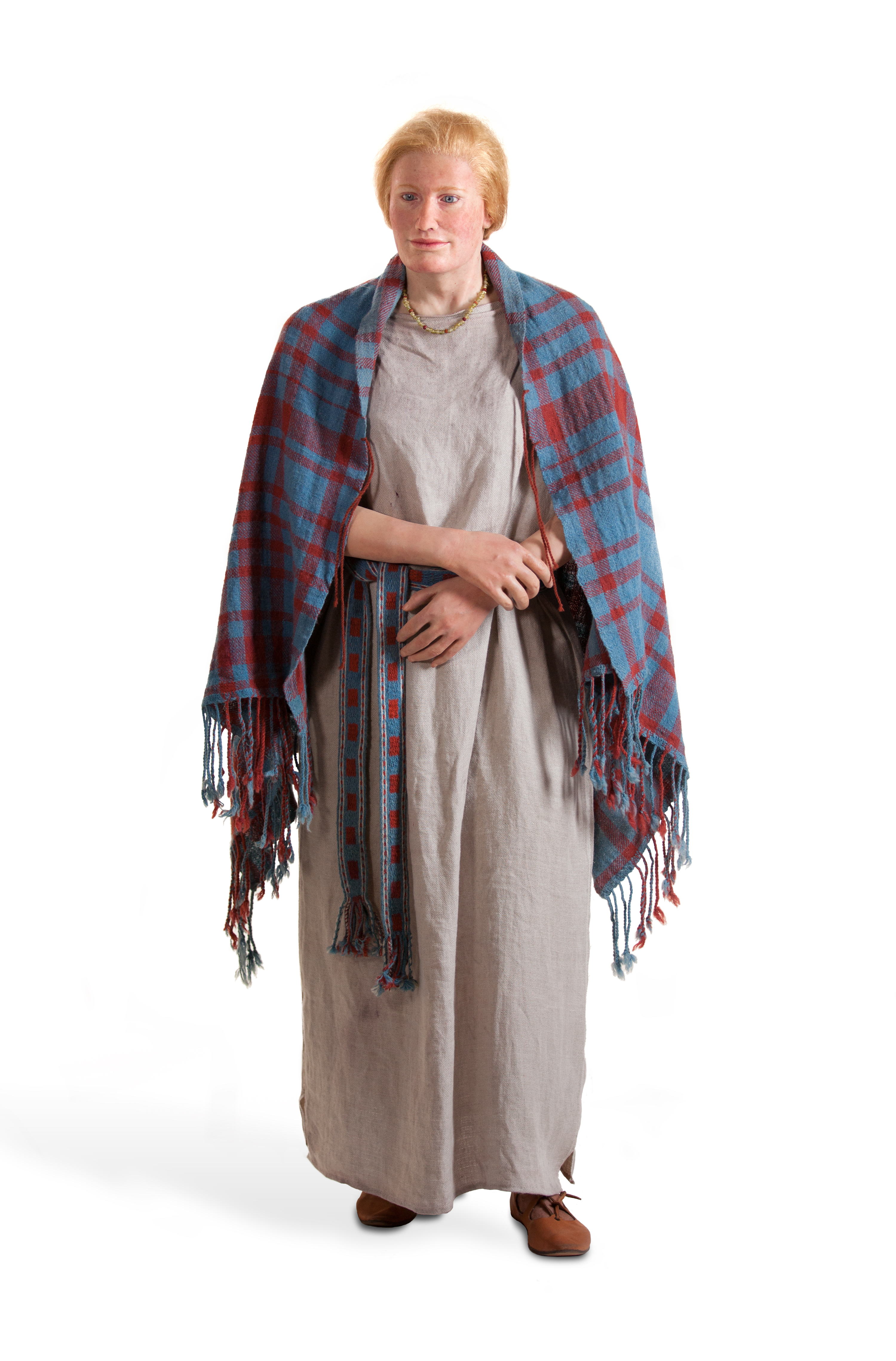
De reconstructie Hilde van Castricum

## Naam
Huis van Hilde is vernoemd naar Hilde, het in 1995 opgegraven skelet van een vrouw die in de vierde eeuw in een nederzetting in Castricum geleefd heeft.
Voorafgaand aan de bouw van de wijk Oosterbuurt in Castricum werd in 1995 archeologisch onderzoek verricht, waarbij enkele duizenden vondsten aan het licht kwamen. Eén daarvan was het skelet van een jonge vrouw, die midden vierde eeuw moet hebben geleefd. Verder onderzoek wees uit dat ze 24 tot 30 jaar oud is geworden en mogelijk opgroeide in oostelijk Duitsland. Het UMC Utrecht voerde scans van de schedel uit, op basis waarvan archeoloog en antropoloog Maja d'Hollosy een gezichtsreconstructie maakte, die de naam Hilde meekreeg. In de brochure 'Het Raadsel van Hilde', uitgegeven door Huis van Hilde, staat het hele verhaal van Hilde.

## Gebouw
Het door Fons Verheijen ontworpen gebouw heeft een langwerpig paviljoen, vrij gemodelleerd naar middeleeuwse boerderijen waarvan resten in de Noord-Hollandse bodem werden teruggevonden. Het heeft een oppervlakte van 4200 m², waarvan 2200 m² voor het depot. Hierin werden onder meer speciale ruimtes gerealiseerd voor optimale opslag van hout en metalen. Delen van het gebouw, waaronder de centrale koepel, werden met zand en grassen overdekt om het gebouw visueel te laten aansluiten bij het duinlandschap erachter. Om klimatologische redenen werd met het depot hetzelfde gedaan. Er is ook plaats ingeruimd voor  horeca en evenementen.